# エリオ・ジュニオ・ヌネス・ジ・カストロ
エリーニョ（Helinho）ことエリオ・ジュニオ・ヌネス・ジ・カストロ（ポルトガル語: Hélio Júnio Nunes de Castro、2000年4月25日 - ）は、ブラジルのサッカー選手。ポジションはFW。

## クラブ歴
サンパウロ州セルトンジーニョに生まれ、2012年にサンパウロFCの下部組織に入団。2018年4月のパラナ・クルーベ戦でトップチームのメンバー入りを果たすと、
5月3日に2023年4月まで契約を延長した。9月26日、アントニー、イゴール・ゴメスとともにトップチームに昇格した。11月4日のCRフラメンゴ戦で46分にアンデルソン・マルチンスに代わって出場、5分後にプロ初得点を記録し2-2の引分に試合を持ち込んだ。

## 代表歴
2017年10月6日、負傷したヴィニシウス・ジュニオールの代役として2017 FIFA U-17ワールドカップに挑むブラジル代表に招集された。
2018年4月23日にU-20代表に招集された。